# Andet slag ved Franklin
Andet slag ved Franklin (i reglen blot kaldet Slaget ved Franklin) blev udkæmpet ved Franklin, Tennessee, den 30. november 1864 som led i Franklin-Nashville kampagnen i den amerikanske borgerkrig. Det var en af de værste katastrofer under krigen for den konfødererede hær. Selv om det var unionens Army of the Ohio, under ledelse af generalmajor John M. Schofield, der forlod slagmarken efter slaget, havde den konfødererede hær lidt ødelæggende tab – heriblandt 6 generaler, som var døde eller døende – ved de mislykkede frontalangreb mod Unionens linje – nogle gange kaldet "Pickett's Charge of the West." Et yderligere nederlag i det efterfølgende slaget ved Nashville i december betød enden for den konfødererede general John Bell Hoods Army of Tennessee som kampstyrke.

## Baggrund
Slaget ved Franklin udkæmpedes dagen efter slaget ved Spring Hill. Hoods Army of Tennessee havde tilladt Schofields Army of the Ohio at slippe forbi relativt uberørt i løbet af natten. Hood havde håbet at ødelægge Schofields hær inden den kunne slutte sig til Army of the Cumberland under ledelse af generalmajorGeorge Henry Thomas i Nashville, der ligger ca. 30 km nord for Franklin. Den samlede unionsstyrke ville være på over 60.000 mand. Da hærene mødtes ved Franklin, havde Hood imidlertid omkring 38.000 mand mod Schofields 30.000.
Schofields fortrop ankom til Franklin omkring kl. 6 om morgenen efter en forceret natlig march nordpå fra Spring Hill. Brigadegeneral Jacob Dolson Cox, en divisionschef, som midlertidigt ledede 23. Korps (og senere blev guvernør i Ohio), begyndte straks at forberede stærke forsvarsstillinger omkring brystværn, som oprindelig var bygget til det Første slag ved Franklin i 1863. Forsvarslinjen dannede omtrent en halvcirkel uden om byen fra nordvest til sydøst. Den anden halvdel af halvcirklen udgjordes af Harpeth River.
Schofield besluttede at forsvare sig ved Franklin med ryggen mod floden fordi han ikke havde nogle pontonbroer til rådighed, så hans mænd kunne krydse floden. Broerne var blevet efterladt ved hans tilbagetog fra Columbia fordi der mangledes vogne at transportere dem på. Han havde brug for tid til at reparere en af de to permanente broer, som var udspændt over floden (begge broer var blevet brændt) og til at lægge planker over den ubeskadigede jernbanebro, så den kunne bruges af vogne og tropper. Hans træn var parkeret i sidegaderne, så hovedvejen kunne holdes fri, mens vogne fortsatte med at krydse floden, først via et vadested ved siden af den udbrændte landevejsbro, og senere på eftermiddagen via de to nødbroer. Ved slagets start havde næsten alle forsyningsvognene krydset floden og var på vej til Nashville.
Med middagstid var Unionens forsvarslinje, der bestod af en stærk ydre linje med en grøft foran og en sekundær støttelinje, som var 35-60 meter bagved klar. Nævnt i rækkefølge mod uret fra nordvest var divisionerne under generalmajorerne Nathan Kimball (4. Korps), Thomas H. Ruger (23. Korps) og Cox (23. Korps). To brigader af brigadegeneral George D. Wagners division i 4. Korps var placeret knap en kilometer forude og skærmede for den konfødererede fremrykning med ordre til at falde tilbage, hvis de kom under pres. Brigadegeneral Thomas J. Woods division fra 4. Korps var placeret nord for Harpeth floden for at holde udkig efter eventuelle flankeringsforsøg. Schofield planlagde med at trække sit infanteri over floden kl. 18, hvis Hood ikke var ankommet inden da.
Hoods armé begyndte at ankomme til Winstead Hill, 3 km syd for Franklin omkring kl. 13. Hood var kendt for sin aggressive, sommetider hasarderede ledelse på slagmarken og havde siden han overtog ledelsen af Army of Tennessee, fyldt den med kritik over at tropperne tøvede med at kæmpe undtagen bag brystværn. Trods indvendinger fra sine øverste generaler gav han ordre til at frontalt angreb sidst på eftermiddagen mod Unionsstyrkerne, som nu lå bag to stærke linjer af brystværn og med Wagner en kilometer foran. Mange tror, at Hood stadig var arrig over at Unionshæren var sluppet forbi hans tropper den foregående nat ved Spring Hill, men Hoods umiddelbare og afgørende mål var at forsøge at knuse Schofield inden han og hans tropper kunne undslippe til Nashville. De konfødererede begyndte at rykke frem på et tidspunkt mellem 15.30 og 16 med generalmajor Benjamin F. Cheathams korps på venstre fløj og generalløjtnant Alexander P. Stewarts på højre fløj i angrebet. De konfødererede, som var uden artilleristøtte måtte rykke 3 km frem over åbent terræn, synlige for unionssoldaterne.

## Slaget
Hoods angreb omsluttede først Wagners fremskudte brigader under Lane og Conrad, som trods deres ordre om ikke at gå i kamp foran stillingerne stod fast. Om Wagner havde eller ikke havde givet ordre til ændring af ordrerne fra 23. Korps chef general Cox er fortsat genstand for kontrovers (Wagner hævdede at han ikke havde en brigadechef modsagde ham i sin officielle rapport og Wagner blev fjernet fra sin post i december). De trænede soldater fra disse brigader flygtede tilbage til hovedkamplinjen, mens de uøvede tøvede med at bevæge sig under ild og blev taget til fange. De flygtende tropper blev tæt fulgt af konfødererede, som til sidst blandede sig med dem i en grad så forsvarerne bag brystværnene ikke kunne skyde uden at ramme deres kammerater.
Officerer i Stricklands brigade (Rugers division, vest for landevejen) havde forståeligt nok ikke forberedt sig på en sådan hændelse. Dette kombineret med åbningen gennem linjerne der hvor landevejen til Colombia passerede gav et svagt sted i Unionens linje ved Carter House. De konfødererede divisioner under generalmajorerne Patrick Cleburne, John C. Brown og Samuel G. French stilede mod dette sted og nogle af deres tropper brød igennem de nu ikke så solide unionsstillinger. Stricklands regimenter faldt tilbage for at undgå at blive fanget. Et spontant modangreb anført af oberst Emerson Opdyckes brigade og forstærket med opsamlede grupper af Wagners mænd, nyopstillede regimenter såsom 44. Missouri, 175. og 183. Ohio og to hærdede regimenter fra Kentucky lukkede imidlertid hullet og dræbte, fangede eller kastede de konfødererede tilbage, som havde gennembrudt forsvaret, efter en kort men voldsom mand-mod-mand kamp. Kl. 17 da solen gik ned var Unionens linje igen solidt forskanset. I mellemtiden på den østlige side af slagmarken så generalmajorerne William W. Loring og Edward C. Walthall deres tropper blive flået i småstykker. Generalmajor William B. Bate på den vestlige side af slagmarken gik det ikke bedre, og der blev ikke forsøgt nye angreb på flankerne.
I centrum derimod troede de konfødererede at der var opstået et hul, som ikke kunne lukkes og forsøgte at udnytte det. De foretog gentagne men ukoordinerede angreb mod Unionens anden linje. Efter mørkets frembrud, omkring kl. 19 forsøgte generalmajor Edward "Allegheny" Johnson et angreb, og havde ikke mere held med det end sine forgængere; men det var en den eneste division i Lees intakte korps, som blev beordret til at angribe. Konfødererede tropper i stort antal blev holdt nede i grøften foran hovedkamplinjen, og en intens ildkamp fortsatte i flere timer, hvor begge sider skød gennem skydeskår eller over toppen af brystværnet på klods hold i et forsøg på at slå modstanderne tilbage. Unionstropperne var bevæbnede med repetergeværer, hvilket forøgede deres i forvejen store fordel.
Klokken 21 var kampen stort set stilnet af. Det generelle angreb havde været overvældende. Det blev beskrevet som en tidevandsbølge, og fik tilnavnet "Pickett's Charge i vest"; men det var rent faktisk meget større end det berømte angreb under Slaget ved Gettysburg. Under det slag havde 12.500 mand krydset 1,6 km åbent land i et enkelt angreb, som varede omkring 50 minutter. Ved Franklin havde ca. 19.000 marcheret mod kanonerne over en distance på 3,2 km og gennemført angreb i adskillige bølger, som varede over fem timer.
På den anden side floden mod øst forsøgte den konfødererede kavalerichef generalmajor Nathan Bedford Forrest at vende Unionens venstre flanke, men unionens kavaleri under generalmajor slog hans fremstød tilbage. Som sædvanligt i sin karriere blev Forrests råd om fjendens opstilling og de svagheder der var fundet og rapporteret ignoreret af hans overordnede.
Schofield, som tilbragte tiden under slaget i Fort Granger (lige på den anden side af Harpeth River, nordøst for Franklin), beordrede sit infanteri til at krydse floden, med start kl. 23, trods indvendinger fra Cox om at en tilbagetrækning ikke længere var nødvendig. (Unions forstærkninger under generalmajor Andrew Jackson Smith var allerede ankommet til Nashville.) Selv om der var en overgang, hvor Unionshæren var sårbar, mens den stod på begge sider af floden, var Hood for rystet til at kunne drage fordel af det. Unionshæren begyndte at tage opstilling bag brystværnene ved Nashville omkring middag den 1. december.

## Efterspil
Den ødelagte konfødererede styrke blev efterladt med kontrollen over Franklin, men fjenden var undsluppet igen. Som sædvanlig blev et slag i borgerkrigen udråbt som en sejr for den hær, som havde tvunget modstanderen til at forlade slagmarken, men her var Hoods sejr en pyrrhussejr, som var vundet med frygtelige omkostninger. Der blev dræbt flere soldater i den konfødererede Army of Tennessee på fem timer ved Franklin end på to dage i slaget ved Shiloh. De konfødererede havde tab på 6.252, herunder 1.750 døde og 3.800 sårede. Yderligere 2.000 fik mindre sår og vendte tilbage til tjenesten ingen slaget ved Nashville. Den militære ledelse i Vesten var imidlertid blevet decimeret, heriblandt den formentlig bedste divisionschef på begge sider, Patrick Cleburne. Femten konfødererede generaler (seks døde, otte sårede og en taget til fange) og 53 regimentschefer gik tabt. De seks generaler, der var døde eller dødeligt sårede var: Cleburne, John C. Carter, John Adams, Hiram B. Granbury, States Rights Gist og Otho F. Strahl.
Unionens tab var 189 døde, 1.033 sårede, 1.104 savnede (hvoraf de fleste var taget til fange, sårede og usårede). Mange af fangerne, heriblandt alle de fangne sårede og det medicinske personale blev reddet den 18. december da Unionsstyrker generobrede Franklin under forfølgelsen af Hood.
Army of Tennessee blev så godt som knust ved Franklin. Alligevel rykkede Hood straks mod Unionens Army of the Cumberland og Army of the Ohio, der lå solidt forskansede i Nashville, selv om han var i undertalt og udsat for elementernes rasen, og førte således sine slagne styrker til en yderligere og afsluttende katastrofe i slaget ved Nashville.
I sin Pulitzerpris-vindende bog Battle Cry of Freedom skrev historikeren James M. McPherson:
| Citat | Efter at have bevist, så selv Hood var overbevist, at de kunne angribe brystværn, havde Army of Tennessee ødelagt sig selv så grundigt, at det var umuligt, at den kunne gøre det igen. | Citat |
|       | |       |

## Slagmarken i dag
Carter House, som stadig findes og er åben for besøgende lå i centrum af Unionens stilling. Stedet dækker 6 ha. Huset og de tilhørende bygninger har stadig hundredvis af skudhuller. Carnton Plantagen, som var hjem for McGavock familien under slaget, eksisterer også fortsat og er ligeledes åbne for publikum. Konfødererede soldater hastede forbi Carnton mod venstre fløj af Unionshæren og huset og udhusene blev omdannet til det største felthospital på stedet efter slaget. Ved siden af Carnton ligger McGavock Confederate Cemetery, hvor 1.481 Sydstatssolder, der blev dræbt under slaget, ligger begravet. Ved siden af de 19 ha omkring Carnton ligger yderligere 44 ha af slagmarken, som i øjeblikket er ved at blive omdannet til en bypark. Hovedparten af resten af slagmarken er blevet bebygget med forretningsbygninger. Stedet hvor general Cleburne faldt var f.eks. indtil i slutningen af 2005 optaget af en Pizza Hut restaurant. Selv om restauranten blev købt af en bevaringsgruppe og fjernet placerer Civil War Preservation Trust stadig slagmarken ved Franklin som en af de ti mest truede slagmarker. Bystyret og historiske bevaringsgrupper har på det seneste lagt ny vægt på at bevare det som stadig findes af det område hvor dette strækkelige slag rasede.

## Yderligere læsning
- Jacobson, Eric A., For Cause & For Country: A Study of the Affair at Spring Hill and the Battle of Franklin, O'More Publishing, Franklin, Tennessee, 2006, ISBN 978-0-9717444-4-8.
- Sword, Wiley, The Confederacy's Last Hurrah: Spring Hill, Franklin, and Nashville, William Morrow & Co., 1974, ISBN 0-688-00271-4.

## Eksterne kilder
- Battle of Franklin.net
- The Franklin Civil War Roundtable
- The McGavock Confederate Cemetery – Franklin, TN Arkiveret 5. juli 2008 hos  Wayback Machine
- Animated History of The Franklin-Nashville Campaign Arkiveret 8. juli 2011 hos  Wayback Machine
- The Battle of Franklin – For Cause & For Country Arkiveret 29. juni 2008 hos  Wayback Machine
- Save the Franklin Battlefield, Inc.
- Carter House Museum Arkiveret 22. oktober 2008 hos  Wayback Machine
- Carnton Plantation
- Civil War Preservation Trust report on Franklin Arkiveret 28. august 2008 hos  Wayback Machine
- Slaget ved Franklin Arkiveret 7. marts 2009 hos  Wayback Machine af Allen Parfitt
- West Point Atlas kort over slagene ved Spring Hill og Franklin Arkiveret 10. januar 2006 hos  Wayback Machine
- Historisk kort over Franklin Arkiveret 13. oktober 2007 hos  Wayback Machine

35°55′03″N 86°52′24″V / 35.91738°N 86.87328°V